# Землетрясение в Мендосе (1861)
Землетрясение в Мендосе 1861 года — землетрясение магнитудой 7,2 и интенсивностью IX—X по шкале Меркалли, произошедшее 20 марта 1861 года в 23:30 по местному времени. Эпицентр землетрясения находился на глубине 30 километров.

## Тектоническая обстановка
Город Мендоса находится к востоку от Прекордильер, на восточной окраине горного пояса Анд. Продолжающаяся субдукция плоской плиты Наска под Южно-Американскую плиту вызывает укорочение перекрывающей плиты, которая сосредоточена в поясе Прекордильер, со скоростью 4,5±1,7 мм в год, согласно данным GPS. Это сокращение выражается в виде активных надвигов. Два активных надвиговых разлома возле Мендосы — это надвиг Пеньяс и надвиг Кал, причем последний достигает поверхности внутри города. Эта зона является одной из самых сейсмически активных частей Анд.

## Землетрясение
Предполагается, что землетрясение было вызвано надвигом Кал. Оценочная магнитуда 7,2 согласуется с расчётной скоростью скольжения и частотой разрывов вдоль этого разлома, которые предполагают вертикальные смещения в диапазоне 0,8-1,0 м для последних трёх-четырёх землетрясений.

## Последствия землетрясения
Землетрясение разрушило столицу провинции Мендосу, в результате чего погибло от 6 000 до 12 000 человек, тысячи людей получили ранения.
Большинство зданий было разрушено, в том числе кабильдо (дом колониального правительства). Пожары, вызванные нарушением подачи газа для освещения в некоторых магазинах, продолжались четыре дня. Засорение каналов привело к локальным наводнениям. Широко сообщалось об эффектах разжижения грунтов, и наблюдалось множество крупных оползней.
Город был перестроен в соседнем месте, и власти переехали в новое место в 1863 году. Новые постройки, вобравшие в себя современные архитектурные стили, заметно отличались от старых колониальных построек.